# Tango Gameworks
Tango Gameworks est un studio de développement japonais de jeux vidéo basé à Tokyo, au Japon, créé le 1er mars 2010.
Il est fondé par Shinji Mikami, le créateur de la franchise Resident Evil, ancien membre de Capcom. Entre octobre 2010 et août 2024, Tango Gameworks était une filiale de ZeniMax Asia, et par extension de Microsoft. Mais en juin 2024, Microsoft décide de fermer le studio, qui est finalement racheté par Krafton en août 2024.
Tango Gameworks a notamment développé le survival horror The Evil Within (2014) et sa suite The Evil Within 2 (2017), ainsi que le jeu musical Hi-Fi Rush (2023).
Le 1er janvier 2025, le studio annonce sa réouverture sous le nom de Tango Gameworks Inc., à la suite de son rachat par Krafton.

## Historique
Le 9 mars 2021 le rachat de ZeniMax Media et de ses studios est officialisé par Microsoft et Xbox Game Studios.
Le 23 février 2023, Shinji Mikami, fondateur du studio, quitte Tango Gameworks.
En mai 2024, un an et demi après la sortie de Hi-Fi Rush, Microsoft annonce fermer le studio de Tango Gameworks dans le cadre d'une « re-priorisation de nos titres et de nos ressources ». Les employés n'en sont avertis que par courriel.
En août 2024, trois mois après la fermeture par Microsoft, Krafton annonce le rachat du studio et de la licence Hi-Fi Rush. Puis, le 1er janvier 2025, Tango Gameworks annonce que le studio est recréé à l'identique, sous le nom de Tango Gameworks Inc.. 
Le 8 janvier 2024, Tango Gameworks ouvre un deuxième studio à Tokyo, spécialisé dans le domaine artistique,,.

## Jeux développés
| Année de sortie | Titre             | Plates-formes                                                       | Editeur            |
| --------------- | ----------------- | ------------------------------------------------------------------- | ------------------ |
| 2014            | The Evil Within   | Microsoft Windows, PlayStation 3, PlayStation 4, Xbox 360, Xbox One | Bethesda Softworks |
| 2017            | The Evil Within 2 | Microsoft Windows, PlayStation 4, Xbox One                          | Bethesda Softworks |
| 2022            | Ghostwire: Tokyo  | Microsoft Windows, PlayStation 5, Xbox Series                       | Bethesda Softworks |
| 2023            | Hi-Fi Rush        | Microsoft Windows, Xbox Series, PlayStation 5                       | Bethesda Softworks |